# Concurso Literário FC do B
FC do B - Ficção Científica Brasileira é um concurso literário exclusivo para escritores brasileiros, residentes ou não no Brasil, e voltado para o gênero Ficção Científica (FC).

## História
Criado em 2005, a primeira edição ocorreu entre outubro de 2006 e julho de 2007, recebendo pela internet quase duzentos trabalhos de vários estados e de brasileiros residentes no exterior, que resultou na coletânea 'FC do B - Ficção Científica Brasileira - Panorama 2006/2007'. Posteriormente, ocorreram mais duas edições, também com mais de duzentos contos concorrentes e selecionadas bancas de juízes, resultando nas coletâneas 'FC do B - Ficção Científica Brasileira - Panorama 2008/2009' e  'FC do B - Ficção Científica Brasileira - Panorama 2010/2011', publicadas pela Tarja Editorial. Novas edições não foram realizadas até agora (2016).
O propósito que norteia o projeto FC DO B, é o de promover a literatura através do incentivo aos escritores, além de ajudar a difundir e renovar a ficção científica do Brasil.